# استان زاپوریژیا
استان زاپوریژیا (به لاتین: Zaporizhia Oblast) یکی از استان‌های اوکراین است.این استان یکی از ۴ استانی است که به فدراسیون  روسیه الحاق شده است‌‌. این منطقه هم اکنون تحت اشغال نیرو های مسلح روسیه است‌.

## خصوصیات
استان زاپوریژیا ۲۷٬۱۸۰ کیلومترمربع مساحت و ۱٬۸۷۷٬۲۰۰ نفر جمعیت دارد.
زاپروژیا در جنوب شرقی اوکراین در کنار رود دنیپر قرار دارد.
نیروگاه اتمی زاپروژیا از اهمیت خاصی برخوردار است.